# Artur Maciąg
Artur Maciąg (ur. 27 września 1966 w Skarżysku-Kamiennej) – polski matematyk, profesor nauk inżynieryjno-technicznych, profesor Politechniki Świętokrzyskiej i jej prorektor w kadencjach 2016–2020 i 2020–2024.

## Życiorys
Absolwent liceum ogólnokształcącego w Przysusze (1985). W 1990 ukończył studia matematyczne na Uniwersytecie Jagiellońskim. Doktoryzował się w 1999 na Politechnice Świętokrzyskiej na podstawie rozprawy zatytułowanej: Analiza stabilności rozwiązań równań Helmholtza dla zagadnień odwrotnych pól temperatur w elementach maszyn, której promotorem był dr hab. Krzysztof Grysa. Stopień naukowy doktora habilitowanego uzyskał w 2011 na Politechnice Poznańskiej w oparciu o pracę pt. Funkcje Trefftza dla wybranych prostych i odwrotnych zagadnień mechaniki. Tytuł profesora nauk inżynieryjno-technicznych otrzymał 28 listopada 2019.
Od 1990 związany jako nauczyciel akademicki z Politechniką Świętokrzyską, na której doszedł do stanowiska profesora. W latach 2012–2016 był prodziekanem Wydziału Zarządzania i Modelowania Komputerowego do spraw nauki i badań. W 2016 został wybrany na prorektora PŚk do spraw studenckich i dydaktycznych na kadencję 2016–2020, w 2020 utrzymał stanowisko na kadencję 2020–2024. Pracował też w WSH im. Bolesława Markowskiego w Kielcach.
W latach 2002–2003 był stypendystą NATO w Instytucie Mechaniki Technicznej Uniwersytetu Karlsruhe. Jego zainteresowania naukowe obejmują zastosowania matematyki, metody numeryczne mechaniki i zagadnienia statystyki. Jest autorem publikacji w czasopismach naukowych z listy filadelfijskiej i współautorem skryptów pt. Podstawy ekonometrii i Matematyka w zadaniach dla studiów ekonomiczno-technicznych.
Żonaty z Magdaleną, nauczycielką matematyki w VI LO im. Juliusza Słowackiego w Kielcach; ma dwóch synów.